# Александрова, Таисия Ивановна
Таи́сия Ива́новна Алекса́ндрова (6 [19] октября 1909, Кожважи — 25 октября 1992, Йошкар-Ола) — учительница математики средней школы № 11, город Йошкар-Ола, Герой Социалистического Труда (1968). Дважды кавалер ордена Ленина (1960, 1968).

## Биография
Родилась 6 (19) октября 1909 года в селе Кожважи, ныне Горномарийский район Республики Марий Эл в семье учителей. По национальности марийка.
С 1919 года жила в с. Ронга (сейчас Советский район Марий Эл), где отец работал директором школы. В 1926 году окончила Ронгинскую семилетнюю школу. Во время учёбы увлеклась математикой, была пионервожатой.
В 1931 году окончила Йошкар-Олинский педагогический техникум, по направлению работала учителем математики в школе колхозной молодежи в селе Новый Торъял. Затем училась на физико-математическом факультете Марийского государственного педагогического института имени Н. К. Крупской. Работала преподавателем математики на рабфаке МГПИ, а во время Великой Отечественной войны — учителем математики в средней школе № 10 города Йошкар-Олы.
С 1945 года трудилась в средней школе № 11 Йошкар-Олы учителем математики. Проработала в этой школе более 30 лет.
Член КПСС с 1958 года. Депутат Верховного Совета Марийской АССР (1959—1963).
В 1960 году была делегатом Всероссийского съезда учителей, а в 1968 году — Всесоюзного съезда учителей.
С 1976 года была на пенсии. Жила в г. Йошкар-Ола.

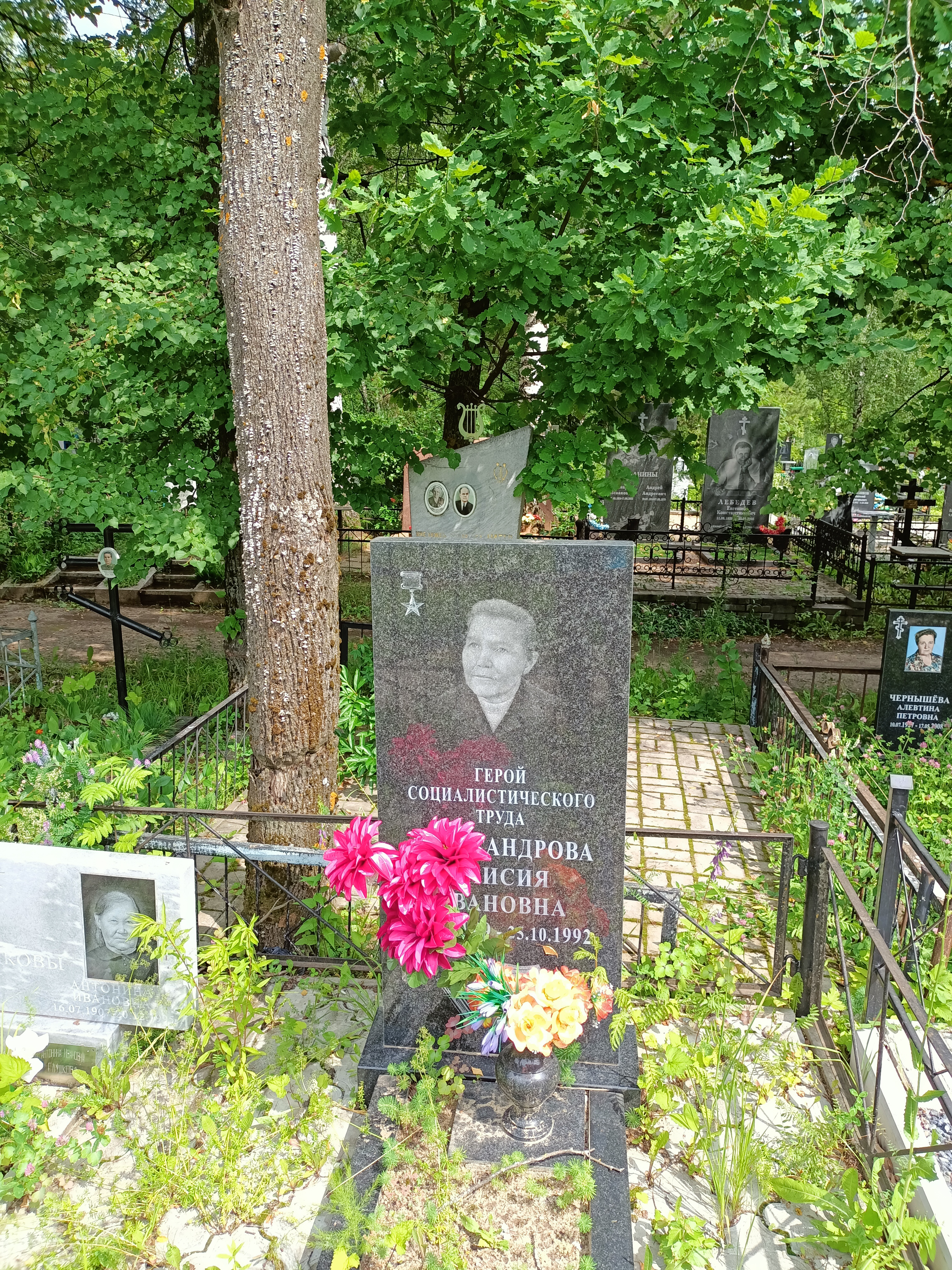
Могила Александровой Таисии Ивановны на Туруновском кладбище Йошкар-Олы

Скончалась в 1992 году. Похоронена на Туруновском кладбище города Йошкар-Ола.

## Память
- В 2004 году имя Александровой Т. И. присвоено лицею № 11 города Йошкар-Олы[2].
- В октябре 2009 года, к 100-летию со дня рождения педагога, во дворе лицея № 11 им. Т. И. Александровой в Йошкар-Оле состоялась торжественная закладка камня на месте будущего памятника. 1 сентября 2011 года перед зданием лицея открыт памятник-бюст[3].
- В лицее № 11 ежегодно проходит научно-практическая конференция «Александровские чтения»[4].
- К 110-летию со дня рождения Т. И. Александровой приурочена виртуальная выставка «Педагог с большой буквы», созданная Национальным музеем Республики Марий Эл им. Т. Евсеева[5].

## Звания и награды
- Указом Президиума Верховного Совета СССР от 1 июля 1968 года за большие заслуги в деле обучения и коммунистического воспитания учащихся Александровой Таисии Ивановне присвоено звание Герой Социалистического Труда с вручением ордена Ленина и Золотой медали «Серп и Молот».
- Награждена двумя орденами Ленина (1960, 1968), орденом «Знак Почёта» (1944), медалями.
- Удостоена званий «Заслуженный учитель школы Марийской АССР» (1952) и «Заслуженный учитель школы РСФСР» (1958).
- Удостоена звания «Почётный гражданин города Йошкар-Олы».
- Почётная грамота Президиума Верховного Совета Марийской АССР (1944, 1957, 1959).